# Stonington (Connecticut)
Stonington é um distrito localizado no estado americano de Connecticut, no Condado de New London.

## Demografia
Segundo o censo americano de 2000, a sua população era de 1032 habitantes.
Em 2006, foi estimada uma população de 1035, um aumento de 3 (0.3%).

## Geografia
De acordo com o United States Census Bureau tem uma área de
1,8 km², dos quais 0,9 km² cobertos por terra e 0,9 km² cobertos por água.

## Localidades na vizinhança
O diagrama seguinte representa as localidades num raio de 12 km ao redor de Stonington.